# 12946 Portegieszwart
A 12946 Portegieszwart (ideiglenes jelöléssel (12946) 1290 T-1) a Naprendszer kisbolygóövében található aszteroida. Cornelis Johannes van Houten, Ingrid van Houten-Groeneveld és Tom Gehrels fedezte fel 1971. március 25-én.

## Kapcsolódó szócikk
- Kisbolygók listája (12501–13000)